# Драфт НФЛ 2020
Восемьдесят пятый драфт Национальной футбольной лиги прошёл с 23 по 25 апреля 2020 года. Первоначально он должен был состояться в Парадайсе в штате Невада. В марте 2020 года из-за ограничений на проведение массовых мероприятий, связанных с пандемией COVID-19, было принято решение о проведении виртуального драфта при помощи видеосвязи.
Под общим первым номером «Цинциннати Бенгалс» выбрали Джо Бэрроу, квотербека из университета штата Луизиана, обладателя Хайсман Трофи 2019 года. Всего в семи раундах драфта командами было выбрано 255 игроков. Дополнительный драфт, проведение которого планировалось в июле, был отменён.

## Организация мероприятия
Претенденты на проведение драфтов НФЛ в 2019 и 2020 годах, были объявлены в феврале 2018 года. В их число вошли Денвер, Лас-Вегас, Канзас-Сити, штат Теннесси, Кливленд и Кантон. В декабре было объявлено о том, что право принять драфт 2020 года получил Лас-Вегас. Мероприятие должно было пройти с 23 по 25 апреля. Город должен был стать пятым местом проведения драфта НФЛ после Нью-Йорка, Филадельфии, Чикаго и Арлингтона. Важную роль в выборе Лас-Вегаса сыграл тот факт, что весной 2020 года должен был завершиться переезд франшизы «Окленд Рэйдерс» в Неваду.
В марте все объекты клубов НФЛ были закрыты из-за пандемии COVID-19. Для представителей команд был введён запрет на личные встречи с потенциальными новичками, все переговоры должны были вестись удалённо. В начале апреля комиссар лиги Роджер Гуделл уведомил клубы о том, что драфт полностью пройдёт в виртуальном формате, даты его проведения остались неизменными. Техническую поддержку мероприятия осуществляла компания Microsoft. Для связи представителями клубов и лиги использовалась модифицированная версия платформы Microsoft Teams. Трансляцию драфта обеспечивала студия канала ESPN в Бристоле в штате Коннектикут. Выборы команд в первом раунде Гуделл объявлял из своего дома в Бруклине. Также во время драфта был организован сбор средств для различных благотворительных организаций, в число которых вошли Американский Красный Крест и Армия спасения.

## Регламент драфта
Драфт состоял из семи раундов. «Аризона Кардиналс» пропускала свой выбор в пятом раунде, так как использовала его во время дополнительного драфта в 2019 году. Первый раунд состоялся 23 апреля и начался в 20:00 по восточному времени. Второй и третий раунды состоялись 24 апреля и начались в 19:00 по восточному времени. Последний день драфта, 25 апреля, включал в себя раунды с четвёртого по седьмой, начавшиеся в полдень по восточному времени. На выбор в первом раунде командам отводилось по десять минут, во втором — семь минут, с третьего по шестой — пять минут, в седьмом раунде — четыре минуты.
Очерёдность выбора была определена исходя из результатов предыдущего сезона. Право первого выбора получила худшая команда сезона 2019 года «Цинциннати Бенгалс».

## Список выбранных игроков
В семи раундах драфта командами было выбрано 255 игроков. Под общим первым номером «Цинциннати Бенгалс» выбрали квотербека Джо Бэрроу, выпускника университета штата Луизиана.
| Цветовые обозначения |
| -------------------- |
| Участник Пробоула    |

Знаком «*» отмечены компенсационные выборы, в графе «Примечания» приведены данные об обменах выборами на драфте в случае их осуществления
| Раунд | Пик  | Команда                     | Игрок                                                | Позиция                                              | Колледж                                              | Примечания                                           |
| ----- | ---- | --------------------------- | ---------------------------------------------------- | ---------------------------------------------------- | ---------------------------------------------------- | ---------------------------------------------------- |
| 1     | 1    | Цинциннати Бенгалс          | Джо Берроу                                           | QB                                                   | ЛСЮ                                                  |                                                      |
| 1     | 2    | Вашингтон Редскинс          | Чейз Янг                                             | DE                                                   | Огайо Стейт                                          |                                                      |
| 1     | 3    | Детройт Лайонс              | Джефф Окуда                                          | CB                                                   | Огайо Стейт                                          |                                                      |
| 1     | 4    | Нью-Йорк Джайентс           | Эндрю Томас                                          | OT                                                   | Джорджия                                             |                                                      |
| 1     | 5    | Майами Долфинс              | Туа Танговаилоа                                      | QB                                                   | Алабама                                              |                                                      |
| 1     | 6    | Лос-Анджелес Чарджерс       | Джастин Херберт                                      | QB                                                   | Орегон                                               |                                                      |
| 1     | 7    | Каролина Пэнтерс            | Деррик Браун                                         | DT                                                   | Оберн                                                |                                                      |
| 1     | 8    | Аризона Кардиналс           | Айзейя Симмонс                                       | LB                                                   | Клемсон                                              |                                                      |
| 1     | 9    | Джэксонвилл Джагуарс        | Си Джей Хендерсон                                    | CB                                                   | Флорида                                              |                                                      |
| 1     | 10   | Кливленд Браунс             | Джедрик Уиллс                                        | OT                                                   | Алабама                                              |                                                      |
| 1     | 11   | Нью-Йорк Джетс              | Мекай Бектон                                         | OT                                                   | Луисвилл                                             |                                                      |
| 1     | 12   | Лас-Вегас Рэйдерс           | Хенри Раггс                                          | WR                                                   | Алабама                                              |                                                      |
| 1     | 13   | Тампа-Бэй Бакканирс         | Тристан Уирфс                                        | OT                                                   | Айова                                                | обмен с «Сан-Франциско»                              |
| 1     | 14   | Сан-Франциско Форти Найнерс | Джавон Кинлоу                                        | DT                                                   | Южная Каролина                                       | обмен с «Тампа-Бэй»                                  |
| 1     | 15   | Денвер Бронкос              | Джерри Джуди                                         | WR                                                   | Алабама                                              |                                                      |
| 1     | 16   | Атланта Фэлконс             | Эй Джей Террелл                                      | CB                                                   | Клемсон                                              |                                                      |
| 1     | 17   | Даллас Каубойс              | Сиди Лэмб                                            | WR                                                   | Оклахома                                             |                                                      |
| 1     | 18   | Майами Долфинс              | Остин Джексон                                        | OT                                                   | ЮСК                                                  | обмен с «Питтсбургом»                                |
| 1     | 19   | Лас-Вегас Рэйдерс           | Деймон Арнетт                                        | CB                                                   | Огайо Стейт                                          | обмен с «Чикаго»                                     |
| 1     | 20   | Джэксонвилл Джагуарс        | Кейлевон Чессон                                      | LB                                                   | ЛСЮ                                                  | обмен с «Лос-Анджелес Рэмс»                          |
| 1     | 21   | Филадельфия Иглз            | Джейлен Рейгор                                       | WR                                                   | ТХУ                                                  |                                                      |
| 1     | 22   | Миннесота Вайкингс          | Джастин Джефферсон                                   | WR                                                   | ЛСЮ                                                  | обмен с «Баффало»                                    |
| 1     | 23   | Лос-Анджелес Чарджерс       | Кеннет Мюррей                                        | LB                                                   | Оклахома                                             | обмен с «Нью-Инглендом»                              |
| 1     | 24   | Нью-Орлеан Сэйнтс           | Сесар Руис                                           | C                                                    | Мичиган                                              |                                                      |
| 1     | 25   | Сан-Франциско Форти Найнерс | Брэндон Айюк                                         | WR                                                   | Аризона Стейт                                        | обмен с «Миннесотой»                                 |
| 1     | 26   | Грин-Бэй Пэкерс             | Джордан Лав                                          | QB                                                   | Юта Стейт                                            | обмен с «Майами»                                     |
| 1     | 27   | Сиэтл Сихокс                | Джордин Брукс                                        | LB                                                   | Техас Тек                                            |                                                      |
| 1     | 28   | Балтимор Рэйвенс            | Патрик Куинн                                         | LB                                                   | ЛСЮ                                                  |                                                      |
| 1     | 29   | Теннесси Тайтенс            | Айзейя Уилсон                                        | OT                                                   | Джорджия                                             |                                                      |
| 1     | 30   | Майами Долфинс              | Ноа Игбиногене                                       | CB                                                   | Оберн                                                | обмен с «Грин-Бэй»                                   |
| 1     | 31   | Миннесота Вайкингс          | Джефф Глэдни                                         | CB                                                   | ТХУ                                                  | обмен с «Сан-Франциско»                              |
| 1     | 32   | Канзас-Сити Чифс            | Клайд Эдвардс-Хилейр                                 | RB                                                   | ЛСЮ                                                  |                                                      |
| 2     | 33   | Цинциннати Бенгалс          | Ти Хиггинс                                           | WR                                                   | Клемсон                                              |                                                      |
| 2     | 34   | Индианаполис Колтс          | Майкл Питтман                                        | WR                                                   | ЮСК                                                  | обмен с «Вашингтоном»                                |
| 2     | 35   | Детройт Лайонс              | Деандре Свифт                                        | RB                                                   | Джорджия                                             |                                                      |
| 2     | 36   | Нью-Йорк Джайентс           | Завьер Маккинни                                      | S                                                    | Алабама                                              |                                                      |
| 2     | 37   | Нью-Ингленд Пэтриотс        | Кайл Даггер                                          | S                                                    | Ленуар-Райн                                          | обмен с «Лос-Анджелес Чарджерс»                      |
| 2     | 38   | Каролина Пэнтерс            | Йетур Гросс-Матос                                    | DE                                                   | Пенн Стейт                                           |                                                      |
| 2     | 39   | Майами Долфинс              | Роберт Хант                                          | G                                                    | Луизиана                                             |                                                      |
| 2     | 40   | Хьюстон Тексанс             | Росс Блэклок                                         | DT                                                   | ТХУ                                                  | обмен с «Аризоной»                                   |
| 2     | 41   | Индианаполис Колтс          | Джонатан Тейлор                                      | RB                                                   | Висконсин                                            | обмен с «Кливлендом»                                 |
| 2     | 42   | Джэксонвилл Джагуарс        | Лависка Шено                                         | WR                                                   | Колорадо                                             |                                                      |
| 2     | 43   | Чикаго Беарс                | Коул Кмет                                            | TE                                                   | Нотр-Дам                                             | обмен с «Оклендом»                                   |
| 2     | 44   | Кливленд Браунс             | Грант Делпит                                         | S                                                    | ЛСЮ                                                  | обмен с «Индианаполисом»                             |
| 2     | 45   | Тампа-Бэй Бакканирс         | Антуан Уинфилд                                       | S                                                    | Миннесота                                            |                                                      |
| 2     | 46   | Денвер Бронкос              | Кей Джей Хэмлер                                      | WR                                                   | Пенн Стейт                                           |                                                      |
| 2     | 47   | Атланта Фэлконс             | Марлон Дэвидсон                                      | DE                                                   | Оберн                                                |                                                      |
| 2     | 48   | Сиэтл Сихокс                | Даррелл Тейлор                                       | DE                                                   | Теннесси                                             | обмен с «Нью-Йорк Джетс»                             |
| 2     | 49   | Питтсбург Стилерз           | Чейз Клейпул                                         | WR                                                   | Нотр-Дам                                             |                                                      |
| 2     | 50   | Чикаго Беарс                | Джейлон Джонсон                                      | CB                                                   | Юта                                                  |                                                      |
| 2     | 51   | Даллас Каубойс              | Тревон Диггз                                         | CB                                                   | Алабама                                              |                                                      |
| 2     | 52   | Лос-Анджелес Рэмс           | Кэм Эйкерс                                           | RB                                                   | Флорида Стейт                                        |                                                      |
| 2     | 53   | Филадельфия Иглз            | Джейлен Хертс                                        | QB                                                   | Оклахома                                             |                                                      |
| 2     | 54   | Баффало Биллс               | Эй Джей Эпенеса                                      | DE                                                   | Айова                                                |                                                      |
| 2     | 55   | Балтимор Рэйвенс            | Джей Кей Доббинс                                     | RB                                                   | Огайо Стейт                                          | обмен с «Атлантой»                                   |
| 2     | 56   | Майами Долфинс              | Рейквон Дэвис                                        | DT                                                   | Алабама                                              | обмен с «Нью-Орлеаном»                               |
| 2     | 57   | Лос-Анджелес Рэмс           | Ван Джефферсон                                       | WR                                                   | Флорида                                              | обмен с «Хьюстоном»                                  |
| 2     | 58   | Миннесота Вайкингс          | Эзра Кливленд                                        | OT                                                   | Бойсе Стейт                                          |                                                      |
| 2     | 59   | Нью-Йорк Джетс              | Дензел Мимс                                          | WR                                                   | Бэйлор                                               | обмен с «Сиэтлом»                                    |
| 2     | 60   | Нью-Ингленд Пэтриотс        | Джош Уче                                             | LB                                                   | Мичиган                                              | обмен с «Балтимором»                                 |
| 2     | 61   | Теннесси Тайтенс            | Кристиан Фултон                                      | CB                                                   | ЛСЮ                                                  |                                                      |
| 2     | 62   | Грин-Бэй Пэкерс             | Эй Джей Диллон                                       | RB                                                   | Бостон Колледж                                       |                                                      |
| 2     | 63   | Канзас-Сити Чифс            | Уилли Гей                                            | LB                                                   | Миссисипи Стейт                                      | обмен с «Сан-Франциско»                              |
| 2     | 64   | Каролина Пэнтерс            | Джереми Чинн                                         | S                                                    | Сазерн Иллинойс                                      | обмен с «Сиэтлом»                                    |
| 3     | 65   | Цинциннати Бенгалс          | Логан Уилсон                                         | LB                                                   | Вайоминг                                             |                                                      |
| 3     | 66   | Вашингтон Редскинс          | Антонио Гибсон                                       | RB                                                   | Мемфис                                               |                                                      |
| 3     | 67   | Детройт Лайонс              | Джулиан Оквара                                       | LB                                                   | Нотр-Дам                                             |                                                      |
| 3     | 68   | Нью-Йорк Джетс              | Эштин Дэвис                                          | S                                                    | Калифорния                                           | обмен с «Нью-Йорк Джайентс»                          |
| 3     | 69   | Сиэтл Сихокс                | Дэмиен Льюис                                         | G                                                    | ЛСЮ                                                  | обмен с «Каролиной»                                  |
| 3     | 70   | Майами Долфинс              | Брэндон Джонс                                        | S                                                    | Техас                                                |                                                      |
| 3     | 71   | Балтимор Рэйвенс            | Джастин Мадубуике                                    | DT                                                   | Техас A&M                                            | обмен с «Нью-Инглендом»                              |
| 3     | 72   | Аризона Кардиналс           | Джош Джонс                                           | OT                                                   | Хьюстон                                              |                                                      |
| 3     | 73   | Джэксонвилл Джагуарс        | Дэвон Хэмилтон                                       | DT                                                   | Огайо Стейт                                          |                                                      |
| 3     | 74   | Нью-Орлеан Сэйнтс           | Зак Бон                                              | LB                                                   | Висконсин                                            | обмен с «Кливлендом»                                 |
| 3     | 75   | Детройт Лайонс              | Джона Джексон                                        | G                                                    | Огайо Стейт                                          | обмен с «Индианаполисом»                             |
| 3     | 76   | Тампа-Бэй Бакканирс         | Кишон Вон                                            | RB                                                   | Вандербильт                                          |                                                      |
| 3     | 77   | Денвер Бронкос              | Майкл Оджемудиа                                      | CB                                                   | Айова                                                |                                                      |
| 3     | 78   | Атланта Фэлконс             | Мэтт Хеннесси                                        | C                                                    | Темпл                                                |                                                      |
| 3     | 79   | Нью-Йорк Джетс              | Джабари Зунига                                       | DE                                                   | Флорида                                              |                                                      |
| 3     | 80   | Лас-Вегас Рэйдерс           | Линн Боуден                                          | RB/WR                                                | Кентукки                                             |                                                      |
| 3     | 81   | Лас-Вегас Рэйдерс           | Брайан Эдвардс                                       | WR                                                   | Южная Каролина                                       | обмен с «Чикаго»                                     |
| 3     | 82   | Даллас Каубойс              | Невилл Галлимор                                      | DT                                                   | Оклахома                                             |                                                      |
| 3     | 83   | Денвер Бронкос              | Ллойд Кушенберри                                     | C                                                    | ЛСЮ                                                  | обмен с «Питтсбургом»                                |
| 3     | 84   | Лос-Анджелес Рэмс           | Террелл Льюис                                        | LB                                                   | Алабама                                              |                                                      |
| 3     | 85   | Индианаполис Колтс          | Джулиан Блэкмон                                      | S                                                    | Юта                                                  | обмен с «Детройтом»                                  |
| 3     | 86   | Баффало Биллс               | Зак Мосс                                             | RB                                                   | Юта                                                  |                                                      |
| 3     | 87   | Нью-Ингленд Пэтриотс        | Анферни Дженнингс                                    | LB                                                   | Алабама                                              |                                                      |
| 3     | 88   | Кливленд Браунс             | Джордан Эллиотт                                      | DT                                                   | Миссури                                              | обмен с «Нью-Орлеаном»                               |
| 3     | 89   | Миннесота Вайкингс          | Кэмерон Данцлер                                      | CB                                                   | Миссисипи Стейт                                      |                                                      |
| 3     | 90   | Хьюстон Тексанс             | Джонатан Гринард                                     | LB                                                   | Флорида                                              |                                                      |
| 3     | 91   | Нью-Ингленд Пэтриотс        | Девин Асиаси                                         | TE                                                   | УКЛА                                                 | обмен с «Лас-Вегасом»                                |
| 3     | 92   | Балтимор Рэйвенс            | Девин Дюверней                                       | WR                                                   | Техас                                                |                                                      |
| 3     | 93   | Теннесси Тайтенс            | Дарринтон Эванс                                      | RB                                                   | Аппалачиан Стейт                                     |                                                      |
| 3     | 94   | Грин-Бэй Пэкерс             | Джозайя Дегуара                                      | TE                                                   | Цинциннати                                           |                                                      |
| 3     | 95   | Денвер Бронкос              | Мактелвин Аджим                                      | DT                                                   | Арканзас                                             | обмен с «Сан-Франциско»                              |
| 3     | 96   | Канзас-Сити Чифс            | Лукас Ньянг                                          | OT                                                   | ТХУ                                                  |                                                      |
| 3     | 97*  | Кливленд Браунс             | Джейкоб Филлипс                                      | LB                                                   | ЛСЮ                                                  | обмен с «Хьюстоном»                                  |
| 3     | 98*  | Балтимор Рэйвенс            | Малик Харрисон                                       | LB                                                   | Огайо Стейт                                          | обмен с «Нью-Инглендом»                              |
| 3     | 99*  | Нью-Йорк Джайентс           | Мэтт Перт                                            | OT                                                   | Коннектикут                                          |                                                      |
| 3     | 100* | Лас-Вегас Рэйдерс           | Таннер Мьюз                                          | LB                                                   | Клемсон                                              | обмен с «Нью-Инглендом»                              |
| 3     | 101* | Нью-Ингленд Пэтриотс        | Далтон Кин                                           | TE                                                   | Виргиния Тек                                         | обмен с «Нью-Йорк Джетс»                             |
| 3     | 102* | Питтсбург Стилерз           | Алекс Хайсмит                                        | LB                                                   | Шарлотт                                              |                                                      |
| 3     | 103* | Филадельфия Иглз            | Дейвион Тейлор                                       | LB                                                   | Колорадо                                             |                                                      |
| 3     | 104* | Лос-Анджелес Рэмс           | Террелл Берджесс                                     | S                                                    | Юта                                                  |                                                      |
| 3     | 105* | Нью-Орлеан Сэйнтс           | Адам Траутман                                        | TE                                                   | Дейтон                                               | обмен с «Миннесотой»                                 |
| 3     | 106* | Балтимор Рэйвенс            | Тайри Филлипс                                        | G                                                    | Миссисипи Стейт                                      |                                                      |
| 4     | 107  | Цинциннати Бенгалс          | Аким Дэвис-Гейтер                                    | LB                                                   | Аппалачиан Стейт                                     |                                                      |
| 4     | 108  | Вашингтон Редскинс          | Садик Чарлз                                          | OT                                                   | ЛСЮ                                                  |                                                      |
| 4     | 109  | Лас-Вегас Рэйдерс           | Джон Симпсон                                         | G                                                    | Клемсон                                              | обмен с «Детройтом»                                  |
| 4     | 110  | Нью-Йорк Джайентс           | Дарней Холмс                                         | CB                                                   | УКЛА                                                 |                                                      |
| 4     | 111  | Майами Долфинс              | Соломон Киндли                                       | G                                                    | Джорджия                                             | обмен с «Хьюстоном»                                  |
| 4     | 112  | Лос-Анджелес Чарджерс       | Джошуа Келли                                         | RB                                                   | УКЛА                                                 |                                                      |
| 4     | 113  | Каролина Пэнтерс            | Трой Прайд                                           | CB                                                   | Нотр-Дам                                             |                                                      |
| 4     | 114  | Аризона Кардиналс           | Леки Фоту                                            | DT                                                   | Юта                                                  |                                                      |
| 4     | 115  | Кливленд Браунс             | Харрисон Брайант                                     | TE                                                   | Флорида Атлантик                                     |                                                      |
| 4     | 116  | Джэксонвилл Джагуарс        | Бен Барч                                             | OT                                                   | Сент-Джонс                                           |                                                      |
| 4     | 117  | Миннесота Вайкингс          | Ди Джей Воннам                                       | DE                                                   | Южная Каролина                                       | обмен с «Сан-Франциско»                              |
| 4     | 118  | Денвер Бронкос              | Альберт Оквуэгбунам                                  | TE                                                   | Миссури                                              |                                                      |
| 4     | 119  | Атланта Фэлконс             | Майкал Уокер                                         | LB                                                   | Фресно Стейт                                         |                                                      |
| 4     | 120  | Нью-Йорк Джетс              | Ламайкл Перайн                                       | RB                                                   | Флорида                                              |                                                      |
| 4     | 121  | Детройт Лайонс              | Логан Стенберг                                       | G                                                    | Кентукки                                             | обмен с «Лас-Вегасом»                                |
| 4     | 122  | Индианаполис Колтс          | Джейкоб Исон                                         | QB                                                   | Вашингтон                                            |                                                      |
| 4     | 123  | Даллас Каубойс              | Реджи Робинсон                                       | CB                                                   | Талса                                                |                                                      |
| 4     | 124  | Питтсбург Стилерз           | Энтони Макфарланд                                    | RB                                                   | Мэриленд                                             |                                                      |
| 4     | 125  | Нью-Йорк Джетс              | Джеймс Морган                                        | QB                                                   | Флорида Интернэшнл                                   | обмен с «Нью-Инглендом»                              |
| 4     | 126  | Хьюстон Тексанс             | Чарли Хек                                            | OT                                                   | Северная Каролина                                    | обмен с «Лос-Анджелес Рэмс»                          |
| 4     | 127  | Филадельфия Иглз            | Кейвон Уоллес                                        | S                                                    | Клемсон                                              |                                                      |
| 4     | 128  | Баффало Биллс               | Гэбриел Дэвис                                        | WR                                                   | Центральная Флорида                                  |                                                      |
| 4     | 129  | Нью-Йорк Джетс              | Кэмерон Кларк                                        | OT                                                   | Кентукки                                             | обмен с «Лас-Вегасом»                                |
| 4     | 130  | Миннесота Вайкингс          | Джеймс Линч                                          | DT                                                   | Бэйлор                                               | обмен с «Нью-Орлеаном»                               |
| 4     | 131  | Аризона Кардиналс           | Рашард Лоуренс                                       | DT                                                   | ЛСЮ                                                  | обмен с «Хьюстоном»                                  |
| 4     | 132  | Миннесота Вайкингс          | Трой Дай                                             | LB                                                   | Орегон                                               |                                                      |
| 4     | 133  | Сиэтл Сихокс                | Колби Паркинсон                                      | TE                                                   | Стэнфорд                                             |                                                      |
| 4     | 134  | Атланта Фэлконс             | Джейлинн Хокинс                                      | S                                                    | Калифорния                                           | обмен с «Балтимором»                                 |
| 4     | 135  | Питтсбург Стилерз           | Кевин Дотсон                                         | G                                                    | Луизиана                                             | обмен с «Майами»                                     |
| 4     | 136  | Лос-Анджелес Рэмс           | Брайсен Хопкинс                                      | TE                                                   | Пердью                                               | обмен с «Хьюстоном»                                  |
| 4     | 137  | Джэксонвилл Джагуарс        | Джозайя Скотт                                        | CB                                                   | Мичиган Стейт                                        | обмен с «Денвером»                                   |
| 4     | 138  | Канзас-Сити Чифс            | Элджариус Снид                                       | S                                                    | Луизиана Тек                                         |                                                      |
| 4     | 139* | Лас-Вегас Рэйдерс           | Амик Робертсон                                       | CB                                                   | Луизиана Тек                                         | обмен с «Нью-Инглендом»                              |
| 4     | 140* | Джэксонвилл Джагуарс        | Шакил Куотерман                                      | LB                                                   | Майами                                               | обмен с «Чикаго»                                     |
| 4     | 141* | Хьюстон Тексанс             | Джон Рид                                             | CB                                                   | Пенн Стейт                                           | обмен с «Майами»                                     |
| 4     | 142* | Вашингтон Редскинс          | Антонио Ганди-Голден                                 | WR                                                   | Либерти                                              |                                                      |
| 4     | 143* | Балтимор Рэйвенс            | Бен Бредесон                                         | G                                                    | Мичиган                                              |                                                      |
| 4     | 144* | Сиэтл Сихокс                | Диджей Даллас                                        | RB                                                   | Майами                                               |                                                      |
| 4     | 145* | Филадельфия Иглз            | Джек Дрисколл                                        | G                                                    | Оберн                                                |                                                      |
| 4     | 146* | Даллас Каубойс              | Тайлер Бьядаш                                        | C                                                    | Висконсин                                            | обмен с «Филадельфией»                               |
| 5     | 147  | Цинциннати Бенгалс          | Халид Карим                                          | DE                                                   | Нотр-Дам                                             |                                                      |
| 5     | 148  | Сиэтл Сихокс                | Алтон Робинсон                                       | DE                                                   | Сиракьюз                                             | обмен с «Каролиной»                                  |
| 5     | 149  | Индианаполис Колтс          | Дэнни Пинтер                                         | G                                                    | Болл Стейт                                           | обмен с «Детройтом»                                  |
| 5     | 150  | Нью-Йорк Джайентс           | Шейн Лемьё                                           | G                                                    | Орегон                                               |                                                      |
| 5     | 151  | Лос-Анджелес Чарджерс       | Джо Рид                                              | WR                                                   | Виргиния                                             |                                                      |
| 5     | 152  | Каролина Пэнтерс            | Кенни Робинсон                                       | S                                                    | Западная Виргиния                                    |                                                      |
| 5     | 153  | Сан-Франциско Форти Найнерс | Колтон Маккивитц                                     | OT                                                   | Западная Виргиния                                    | обмен с «Майами»                                     |
| 5     | —    | Аризона Кардиналс           | выбор использован на дополнительном драфте 2019 года | выбор использован на дополнительном драфте 2019 года | выбор использован на дополнительном драфте 2019 года | выбор использован на дополнительном драфте 2019 года |
| 5     | 154  | Майами Долфинс              | Джейсон Стробридж                                    | DE                                                   | Северная Каролина                                    | обмен с «Питтсбургом»                                |
| 5     | 155  | Чикаго Беарс                | Тревис Гипсон                                        | DE                                                   | Талса                                                | обмен с «Миннесотой»                                 |
| 5     | 156  | Вашингтон Редскинс          | Кит Исмаэл                                           | C                                                    | Сан-Диего Стейт                                      | обмен с «Сан-Франциско»                              |
| 5     | 157  | Джэксонвилл Джагуарс        | Дэниел Томас                                         | S                                                    | Оберн                                                | обмен с «Балтимором»                                 |
| 5     | 158  | Нью-Йорк Джетс              | Брайс Холл                                           | CB                                                   | Виргиния                                             |                                                      |
| 5     | 159  | Нью-Ингленд Пэтриотс        | Джастин Рорвассер                                    | K                                                    | Маршалл                                              | обмен с «Лас-Вегасом»                                |
| 5     | 160  | Кливленд Браунс             | Ник Харрис                                           | C                                                    | Вашингтон                                            | обмен с «Индианаполисом»                             |
| 5     | 161  | Тампа-Бэй Бакканирс         | Тайлер Джонсон                                       | WR                                                   | Миннесота                                            |                                                      |
| 5     | 162  | Вашингтон Редскинс          | Калеке Хадсон                                        | LB                                                   | Мичиган                                              | обмен с «Сиэтлом»                                    |
| 5     | 163  | Чикаго Беарс                | Киндл Вайлдор                                        | CB                                                   | Южная Джорджия                                       |                                                      |
| 5     | 164  | Майами Долфинс              | Кертис Уивер                                         | LB                                                   | Бойсе Стейт                                          | обмен с «Филадельфией»                               |
| 5     | 165  | Джэксонвилл Джагуарс        | Коллин Джонсон                                       | WR                                                   | Техас                                                | обмен с «Лос-Анджелес Рэмс»                          |
| 5     | 166  | Детройт Лайонс              | Куинтез Сифус                                        | WR                                                   | Висконсин                                            | обмен с «Филадельфией»                               |
| 5     | 167  | Баффало Биллс               | Джейк Фромм                                          | QB                                                   | Джорджия                                             |                                                      |
| 5     | 168  | Филадельфия Иглз            | Джон Хайтауэр                                        | WR                                                   | Бойсе Стейт                                          | обмен с «Нью-Инглендом»                              |
| 5     | 169  | Миннесота Вайкингс          | Харрисон Хэнд                                        | CB                                                   | Темпл                                                | обмен с «Нью-Орлеаном»                               |
| 5     | 170  | Балтимор Рэйвенс            | Бродерик Вашингтон                                   | DT                                                   | Техас Тек                                            | обмен с «Миннесотой»                                 |
| 5     | 171  | Хьюстон Тексанс             | Айзейя Коултер                                       | WR                                                   | Род-Айленд                                           |                                                      |
| 5     | 172  | Детройт Лайонс              | Джейсон Хантли                                       | RB                                                   | Нью-Мексико Стейт                                    | обмен с «Лас-Вегасом»                                |
| 5     | 173  | Чикаго Беарс                | Дарнелл Муни                                         | WR                                                   | Тулейн                                               | обмен с «Филадельфией»                               |
| 5     | 174  | Теннесси Тайтенс            | Ларрелл Мерчисон                                     | DT                                                   | Эн Си Стейт                                          |                                                      |
| 5     | 175  | Грин-Бэй Пэкерс             | Камал Мартин                                         | LB                                                   | Миннесота                                            |                                                      |
| 5     | 176  | Миннесота Вайкингс          | Кей Джей Осборн                                      | WR                                                   | Майами                                               | обмен с «Сан-Франциско»                              |
| 5     | 177  | Канзас-Сити Чифс            | Майк Данна                                           | DE                                                   | Мичиган                                              |                                                      |
| 5     | 178* | Денвер Бронкос              | Джастин Стрнад                                       | LB                                                   | Уэйк Форест                                          |                                                      |
| 5     | 179* | Даллас Каубойс              | Брэдли Анаэ                                          | DE                                                   | Юта                                                  |                                                      |
| 6     | 180  | Цинциннати Бенгалс          | Хаким Адениджи                                       | OT                                                   | Канзас                                               |                                                      |
| 6     | 181  | Денвер Бронкос              | Нетане Мути                                          | G                                                    | Фресно Стейт                                         | обмен с «Вашингтоном»                                |
| 6     | 182  | Нью-Ингленд Пэтриотс        | Майкл Онвену                                         | G                                                    | Мичиган                                              | обмен с «Индианаполисом»                             |
| 6     | 183  | Нью-Йорк Джайентс           | Кэм Браун                                            | LB                                                   | Пенн Стейт                                           |                                                      |
| 6     | 184  | Каролина Пэнтерс            | Брейвон Рой                                          | DT                                                   | Бэйлор                                               |                                                      |
| 6     | 185  | Майами Долфинс              | Блейк Фергюсон                                       | LS                                                   | ЛСЮ                                                  |                                                      |
| 6     | 186  | Лос-Анджелес Чарджерс       | Алохи Гилман                                         | S                                                    | Нотр-Дам                                             |                                                      |
| 6     | 187  | Кливленд Браунс             | Донован Пиплс-Джонс                                  | WR                                                   | Мичиган                                              | обмен с «Аризоной»                                   |
| 6     | 188  | Баффало Биллс               | Тайлер Басс                                          | K                                                    | Южная Джорджия                                       | обмен с «Кливлендом»                                 |
| 6     | 189  | Джэксонвилл Джагуарс        | Джейк Лутон                                          | QB                                                   | Орегон Стейт                                         |                                                      |
| 6     | 190  | Сан-Франциско Форти Найнерс | Чарли Уорнер                                         | TE                                                   | Джорджия                                             | обмен с «Филадельфией»                               |
| 6     | 191  | Нью-Йорк Джетс              | Брейден Манн                                         | P                                                    | Техас A&M                                            |                                                      |
| 6     | 192  | Грин-Бэй Пэкерс             | Джон Раньян                                          | G                                                    | Мичиган                                              | обмен с «Оклендом»                                   |
| 6     | 193  | Индианаполис Колтс          | Роберт Виндзор                                       | DT                                                   | Пенн Стейт                                           |                                                      |
| 6     | 194  | Тампа-Бэй Бакканирс         | Калил Дэвис                                          | DT                                                   | Небраска                                             |                                                      |
| 6     | 195  | Нью-Ингленд Пэтриотс        | Джастин Херрон                                       | OT                                                   | Уэйк Форест                                          | обмен с «Денвером»                                   |
| 6     | 196  | Филадельфия Иглз            | Шон Брэдли                                           | LB                                                   | Темпл                                                | обмен с «Чикаго»                                     |
| 6     | 197  | Детройт Лайонс              | Джон Пенисини                                        | DT                                                   | Юта                                                  | обмен с «Индианаполисом»                             |
| 6     | 198  | Питтсбург Стилерз           | Антуан Брукс                                         | S                                                    | Мэриленд                                             |                                                      |
| 6     | 199  | Лос-Анджелес Рэмс           | Джордан Фуллер                                       | S                                                    | Огайо Стейт                                          |                                                      |
| 6     | 200  | Филадельфия Иглз            | Кез Уоткинс                                          | WR                                                   | Южный Миссисипи                                      | обмен с «Чикаго»                                     |
| 6     | 201  | Балтимор Рэйвенс            | Джеймс Проше                                         | WR                                                   | СМЮ                                                  | обмен с «Миннесотой»                                 |
| 6     | 202  | Аризона Кардиналс           | Эван Уивер                                           | LB                                                   | Калифорния                                           | обмен с «Нью-Инглендом»                              |
| 6     | 203  | Миннесота Вайкингс          | Блейк Брандел                                        | OT                                                   | Орегон Стейт                                         | обмен с «Нью-Орлеаном»                               |
| 6     | 204  | Нью-Ингленд Пэтриотс        | Кэш Малуйя                                           | LB                                                   | Вайоминг                                             | обмен с «Хьюстоном»                                  |
| 6     | 205  | Миннесота Вайкингс          | Джош Метеллус                                        | S                                                    | Мичиган                                              |                                                      |
| 6     | 206  | Джэксонвилл Джагуарс        | Тайлер Дэвис                                         | TE                                                   | Джорджия Тек                                         | обмен с «Сиэтлом»                                    |
| 6     | 207  | Баффало Биллс               | Айзейя Ходжинс                                       | WR                                                   | Орегон Стейт                                         | обмен с «Нью-Инглендом»                              |
| 6     | 208  | Грин-Бэй Пэкерс             | Джейк Хэнсон                                         | C                                                    | Орегон                                               | обмен с «Теннесси»                                   |
| 6     | 209  | Грин-Бэй Пэкерс             | Саймон Степаняк                                      | G                                                    | Индиана                                              |                                                      |
| 6     | 210  | Филадельфия Иглз            | Принс Тега Уаного                                    | OT                                                   | Оберн                                                | обмен с «Сан-Франциско»                              |
| 6     | 211  | Индианаполис Колтс          | Айзейя Роджерс                                       | CB                                                   | Массачусетс                                          | обмен с «Нью-Йорк Джетс»                             |
| 6     | 212* | Индианаполис Колтс          | Дезмонд Пэтмон                                       | WR                                                   | Вашингтон Стейт                                      | обмен с «Нью-Инглендом»                              |
| 6     | 213* | Индианаполис Колтс          | Джордан Глазго                                       | LB                                                   | Мичиган                                              | обмен с «Нью-Инглендом»                              |
| 6     | 214* | Сиэтл Сихокс                | Фредди Суэйн                                         | WR                                                   | Флорида                                              |                                                      |
| 7     | 215  | Цинциннати Бенгалс          | Маркус Бейли                                         | LB                                                   | Пердью                                               |                                                      |
| 7     | 216  | Вашингтон Редскинс          | Камрен Керл                                          | S                                                    | Арканзас                                             |                                                      |
| 7     | 217  | Сан-Франциско Форти Найнерс | Джуан Дженнингс                                      | WR                                                   | Теннесси                                             | обмен с «Детройтом»                                  |
| 7     | 218  | Нью-Йорк Джайентс           | Картер Кофлин                                        | LB                                                   | Миннесота                                            |                                                      |
| 7     | 219  | Балтимор Рэйвенс            | Джино Стоун                                          | SS                                                   | Айова                                                | обмен с «Миннесотой»                                 |
| 7     | 220  | Лос-Анджелес Чарджерс       | Кей Джей Хилл                                        | WR                                                   | Огайо Стейт                                          |                                                      |
| 7     | 221  | Каролина Пэнтерс            | Стэнли Томас-Оливер                                  | CB                                                   | Флорида Интернэшнл                                   |                                                      |
| 7     | 222  | Аризона Кардиналс           | Эно Бенджамин                                        | RB                                                   | Аризона Стейт                                        |                                                      |
| 7     | 223  | Джэксонвилл Джагуарс        | Крис Клейбрукс                                       | CB                                                   | Мемфис                                               |                                                      |
| 7     | 224  | Теннесси Тайтенс            | Коул Макдоналд                                       | QB                                                   | Гавайи                                               | обмен с «Кливлендом»                                 |
| 7     | 225  | Миннесота Вайкингс          | Кенни Уиллекес                                       | DE                                                   | Мичиган Стейт                                        | обмен с «Балтимором»                                 |
| 7     | 226  | Чикаго Беарс                | Арлингтон Хэмбрайт                                   | G                                                    | Колорадо                                             | обмен с «Оклендом»                                   |
| 7     | 227  | Чикаго Беарс                | Лачевиус Симмонс                                     | OT                                                   | Теннесси Стейт                                       | обмен с «Филадельфией»                               |
| 7     | 228  | Атланта Фэлконс             | Стерлинг Хофрихтер                                   | P                                                    | Сиракьюз                                             | обмен с «Филадельфией»                               |
| 7     | 229  | Вашингтон Редскинс          | Джеймс Смит-Уильямс                                  | DE                                                   | Эн Си Стейт                                          | обмен с «Денвером»                                   |
| 7     | 230  | Нью-Ингленд Пэтриотс        | Дастин Вудард                                        | C                                                    | Мемфис                                               | обмен с «Атлантой»                                   |
| 7     | 231  | Даллас Каубойс              | Бен Динуччи                                          | QB                                                   | Джеймс Мэдисон                                       |                                                      |
| 7     | 232  | Питтсбург Стилерз           | Карлос Дэвис                                         | DT                                                   | Небраска                                             |                                                      |
| 7     | 233  | Филадельфия Иглз            | Кейси Тухилл                                         | DE                                                   | Стэнфорд                                             | обмен с «Чикаго»                                     |
| 7     | 234  | Лос-Анджелес Рэмс           | Клей Джонстон                                        | LB                                                   | Бэйлор                                               |                                                      |
| 7     | 235  | Детройт Лайонс              | Джашон Корнелл                                       | DT                                                   | Огайо Стейт                                          | обмен с «Нью-Инглендом»                              |
| 7     | 236  | Грин-Бэй Пэкерс             | Вернон Скотт                                         | S                                                    | ТХУ                                                  | обмен с «Кливлендом»                                 |
| 7     | 237  | Канзас-Сити Чифс            | Такариус Киз                                         | CB                                                   | Тулейн                                               | обмен с «Теннесси»                                   |
| 7     | 238  | Нью-Йорк Джайентс           | Ти Джей Брансон                                      | LB                                                   | Южная Каролина                                       | обмен с «Нью-Орлеаном»                               |
| 7     | 239  | Баффало Биллс               | Дейн Джексон                                         | CB                                                   | Питтсбург                                            | обмен с «Миннесотой»                                 |
| 7     | 240  | Нью-Орлеан Сэйнтс           | Томми Стивенс                                        | QB                                                   | Миссисипи Стейт                                      | обмен с «Хьюстоном»                                  |
| 7     | 241  | Тампа-Бэй Бакканирс         | Чапелл Расселл                                       | LB                                                   | Темпл                                                | обмен с «Нью-Инглендом»                              |
| 7     | 242  | Грин-Бэй Пэкерс             | Джонатан Гарвин                                      | DE                                                   | Майами                                               | обмен с «Балтимором»                                 |
| 7     | 243  | Теннесси Тайтенс            | Крис Джексон                                         | S                                                    | Маршалл                                              |                                                      |
| 7     | 244  | Миннесота Вайкингс          | Нейт Стэнли                                          | QB                                                   | Айова                                                | обмен с «Миннесотой»                                 |
| 7     | 245  | Тампа-Бэй Бакканирс         | Рэймонд Кале                                         | RB                                                   | Луизиана                                             | обмен с «Сан-Франциско»                              |
| 7     | 246  | Майами Долфинс              | Малколм Перри                                        | WR                                                   | Нейви                                                | обмен с «Канзас-Сити»                                |
| 7     | 247* | Нью-Йорк Джайентс           | Крис Уильямсон                                       | CB                                                   | Миннесота                                            |                                                      |
| 7     | 248* | Лос-Анджелес Рэмс           | Сэм Сломан                                           | K                                                    | Майами (Огайо)                                       | обмен с «Хьюстоном»                                  |
| 7     | 249* | Миннесота Вайкингс          | Брайан Коул                                          | S                                                    | Миссисипи Стейт                                      |                                                      |
| 7     | 250* | Лос-Анджелес Рэмс           | Тремейн Анкрум                                       | G                                                    | Клемсон                                              | обмен с «Хьюстоном»                                  |
| 7     | 251* | Сиэтл Сихокс                | Стивен Салливан                                      | TE                                                   | ЛСЮ                                                  | обмен с «Майами»                                     |
| 7     | 252* | Денвер Бронкос              | Тайри Кливленд                                       | WR                                                   | Флорида                                              |                                                      |
| 7     | 253* | Миннесота Вайкингс          | Кайл Хинтон                                          | C                                                    | Уошберн                                              |                                                      |
| 7     | 254* | Денвер Бронкос              | Деррек Туска                                         | DE                                                   | Норт Дакота Стейт                                    |                                                      |
| 7     | 255* | Нью-Йорк Джайентс           | Тей Краудер                                          | LB                                                   | Джорджия                                             |                                                      |

## Комментарии
1. 1 2 3  23 апреля 2020 года «Тампа-Бэй» получила выборы первого (13-й) и седьмого (245-й) раундов драфта 2020 года от «Сан-Франциско», отдав выборы в первом (14-й) и четвёртом (117-й) раундах драфта 2020 года[11].
2. 1 2 3  16 сентября 2019 года «Майами» получили выборы первого (18-й) и пятого (154-й) раундов драфта 2020 года, и выбор шестого раунда драфта 2021 года от «Питтсбурга», отдав сэйфти Минку Фитцпатрика, выбор четвёртого (135-й) раунда драфта 2020 года и выбор седьмого раунда драфта 2021 года[12].
3. 1 2 3 4  1 сентября 2018 года «Окленд» получил выборы первого (24-й) и шестого (196-й) раундов драфта 2019 года, и выборы первого (19-й) и третьего (81-й) раундов драфта 2020 года от «Чикаго», отдав лайнбекера Калила Мака и выборы во втором (43-й) и седьмом (226-й) раундах драфта 2020 года[13].
4. ↑  15 октября 2019 года «Джэксонвилл» получил выбор первого (20-й) раунда драфта 2020 года, и выборы первого и четвёртого раундов драфта 2021 года от «Лос-Анджелес Рэмс», отдав корнербека Джейлена Рэмзи[14].
5. 1 2  16 марта 2020 года «Миннесота» получила выборы первого (22-й), пятого (155-й) и шестого (201-й) раундов драфта 2020 года, и выбор четвёртого раунда драфта 2021 года от «Баффало», отдав ресивера Стефона Диггса и выбор седьмого (239-й) раунда драфта 2020 года[15].
6. 1 2  23 апреля 2020 года «Лос-Анджелес Чарджерс» получили выбор первого (23-й) раунда драфта 2020 года от «Нью-Ингленда», отдав выборы второго (37-й) и третьего (71-й) раундов драфта 2020 года[16].
7. 1 2 3 4  23 апреля 2020 года «Сан-Франциско» получили выбор первого (25-й) раунда драфта 2020 года от «Миннесоты», отдав выборы первого (31-й), четвёртого (117-й) и пятого (176-й) раундов драфта 2020 года[17].
8. 1 2  23 апреля 2020 года «Грин-Бэй» получил выбор первого (26-й) раунда драфта 2020 года от «Майами», отдав выборы первого (30-й) и четвёртого (136-й) раундов драфта 2020 года[18].
9. ↑  25 апреля 2019 года «Индианаполис» получил выбор второго (46-й) раунда драфта 2019 года и выбор второго (34-й) раунда драфта 2020 года от «Вашингтона», отдав выбор первого (26-й) раунда драфта 2019 года[19].
10. 1 2  16 марта 2020 года «Хьюстон» получил выбор второго (40-й) раунда драфта 2020 года, выбор четвёртого раунда драфта 2021 года и раннинбека Дэвида Джонсона от «Аризоны», отдав выбор четвёртого (131-й) раунда драфта 2020 года и ресивера Деандре Хопкинса[20].
11. 1 2 3  24 апреля 2020 года «Индианаполис» получил выбор второго (41-й) раунда драфта 2020 года от «Кливленда», отдав выборы второго (44-й) и пятого (160-й) раундов драфта 2020 года[21].
12. 1 2  24 апреля 2020 года «Сиэтл» получил выбор второго (48-й) раунда драфта 2020 года от «Нью-Йорк Джетс», отдав выборы второго (59-й) и третьего (101-й) раундов драфта 2020 года[22].
13. 1 2  16 марта 2020 года «Балтимор» получил выборы второго (55-й) и пятого (157-й) раундов драфта 2020 года от «Атланты», отдав выбор четвёртого (143-й) раунда драфта 2020 года и тайт-энда Хейдена Херста[23].
14. ↑  16 апреля 2019 года «Майами» получил выборы второго (62-й) и шестого (202-й) раундов драфта 2019 года, и выбор второго (56-й) раунда драфта 2020 года от «Нью-Орлеана», отдав выборы второго (48-й) и четвёртого (116-й) раундов драфта 2019 года[24].
15. ↑  9 апреля 2020 года «Лос-Анджелес Рэмс» получили выбор второго (57-й) раунда драфта 2020 года от «Хьюстона», отдав выбор четвёртого раунда драфта 2022 года и ресивера Брэндина Кукса[25].
16. 1 2 3  24 апреля 2020 года «Нью-Ингленд» получил выборы второго (60-й) и четвёртого (129-й) раундов драфта 2020 года от «Балтимора», отдав выборы третьего (71-й и 98-й) раунда драфта 2020 года[26].
17. ↑  13 марта 2019 года «Канзас-Сити» получил выбор второго (63-й) раунда драфта 2020 года от «Сан-Франциско», отдав ди-энда Ди Форда[27].
18. 1 2 3  24 апреля 2020 года «Каролина» получила выбор второго (64-й) раунда драфта 2020 года от «Сиэтла», отдав выборы третьего (69-й) и пятого (148-й) раундов драфта 2020 года[28].
19. ↑  28 октября 2019 года «Нью-Йорк Джетс» получили выбор третьего (68-й) раунда драфта 2020 года и условный выбор драфта 2021 года от «Нью-Йорк Джайентс», отдав ди-энда Леонарда Уильямса[29].
20. 1 2  24 апреля 2020 года «Нью-Орлеан» получил выборы третьего (74-й) и седьмого (244-й) раундов драфта 2020 года от «Кливленда», отдав выбор третьего (88-й) раунда драфта 2020 года и выбор третьего раунда драфта 2021 года[30].
21. 1 2 3 4  24 апреля 2020 года «Детройт» получил выборы третьего (75-й) и шестого (197-й) раундов драфта 2020 года от «Индианаполиса», отдав выборы третьего (85-й), пятого (149-й) и шестого (182-й) раундов драфта 2020 года[31].
22. ↑  25 апреля 2019 года «Денвер» получил выборы первого (20-й) и второго (52-й) раундов драфта 2019 года, и выбор третьего (83-й) раунда драфта 2020 года от «Питтсбурга», отдав выбор первого (10-й) раунда драфта 2019 года[32].
23. 1 2 3 4  24 апреля 2020 года «Нью-Ингленд» получил выборы третьего (91-й) и пятого (159-й) раундов драфта 2020 года от «Лас-Вегаса», отдав выборы третьего (100-й), четвёртого (139-й) и пятого (172-й) раундов драфта 2020 года[33].
24. ↑  22 октября 2019 года «Денвер» получил выборы третьего (95-й) и четвёртого (137-й) раундов драфта 2020 года от «Сан-Франциско», отдав выбор пятого (156-й) раунда драфта 2020 года и ресивера Эммануэля Сандерса[34].
25. ↑  8 августа 2019 года «Кливленд» получил выбор третьего (97-й) раунда драфта 2020 года от «Хьюстона», отдав раннинбека Дьюка Джонсона[35].
26. 1 2 3  24 апреля 2020 года «Нью-Ингленд» получил выбор третьего (101-й) раунда драфта 2020 года от «Нью-Йорк Джетс», отдав выборы четвёртого (125-й и 129-й) раунда драфта 2020 года и выбор шестого раунда драфта 2021 года[33].
27. 1 2 3 4 5  24 апреля 2020 года «Нью-Орлеан» получил выбор третьего (105-й) раунда драфта 2020 года от «Миннесоты», отдав выборы четвёртого (130-й), пятого (169-й), шестого (203-й) и седьмого (244-й) раундов драфта 2020 года[36].
28. 1 2 3  25 апреля 2020 года «Лас-Вегас» получил выбор четвёртого (109-й) раунда драфта 2020 года от «Детройта», отдав выборы четвёртого (121-й) и пятого (172-й) раундов драфта 2020 года[37].
29. 1 2  25 апреля 2020 года «Майами» получил выбор четвёртого (111-й) раунда драфта 2020 года от «Хьюстона», отдав выборы четвёртого (136-й и 141-й) раунда драфта 2020 года[38].
30. 1 2 3 4  25 апреля 2020 года «Хьюстон» получил выбор четвёртого (126-й) раунда драфта 2020 года от «Лос-Анджелес Рэмс», отдав выборы четвёртого (136-й) и седьмого (248-й и 250-й) раундов драфта 2020 года[39].
31. ↑  3 марта 2020 года «Джэксонвилл» получил выбор четвёртого (137-й) раунда драфта 2020 года от «Денвера», отдав корнербека Эй Джея Буйе[40].
32. ↑  18 марта 2020 года «Джэксонвилл» получил выбор четвёртого (140-й) раунда драфта 2020 года от «Чикаго», отдав квотербека Ника Фоулса[41].
33. ↑  25 апреля 2020 года «Даллас» получил выбор четвёртого (146-й) раунда драфта 2020 года от «Филадельфии», отдав выбор пятого (164-й) раунда драфта 2020 года и выбор пятого раунда драфта 2021 года[42].
34. ↑  25 апреля 2020 года «Сан-Франциско» получил выбор пятого (153-й) раунда драфта 2020 года от «Майами», отдав раннинбека Мэтта Бриду[43].
35. ↑  25 апреля 2020 года «Чикаго» получил выбор пятого (155-й) раунда драфта 2020 года от «Миннесоты», отдав выбор четвёртого раунда драфта 2021 года[45].
36. ↑  25 апреля 2020 года «Вашингтон» получил выбор пятого (156-й) раунда драфта 2020 года и выбор третьего раунда драфта 2021 года от «Сан-Франциско», отдав тэкла нападения Трента Уильямса[46].
37. ↑  15 марта 2020 года «Джэксонвилл» получил выбор пятого (157-й) раунда драфта 2020 года от «Балтимора», отдав ди-энда Калаиса Кэмпбелла[47].
38. ↑  23 марта 2020 года «Вашингтон» получил выбор пятого (162-й) раунда драфта 2020 года от «Сиэтла», отдав корнербека Куинтона Данбара[48].
39. ↑  25 апреля 2020 года «Майами» получил выбор пятого (164-й) раунда драфта 2020 года от «Филадельфии», отдав выборы пятого (173-й) и седьмого (227-й) раундов драфта 2020 года[38].
40. ↑  30 октября 2018 года «Джэксонвилл» получил выбор третьего (98-й) раунда драфта 2019 года и выбор пятого (165-й) раунда драфта 2020 года от «Лос-Анджелес Рэмс», отдав ди-энда Данте Фаулера[49].
41. ↑  19 марта 2020 года «Детройт» получил выборы третьего (85-й) и пятого (166-й) раундов драфта 2020 года от «Филадельфии», отдав корнербека Дариуса Слея[50].
42. ↑  13 марта 2019 года «Филадельфия» получила выбор пятого (168-й) раунда драфта 2020 года от «Нью-Ингленда», отдав выбор седьмого (235-й) раунда драфта 2020 года и ди-энда Майкла Беннетта[51].
43. ↑  11 августа 2019 года «Балтимор» получила выбор пятого (170-й) раунда драфта 2020 года от «Миннесоты», отдав кикера Каре Ведвика[52].
44. 1 2 3 4 5  25 апреля 2020 года «Чикаго» получил выборы пятого (173-й) и седьмого (227-й) раундов драфта 2020 года от «Филадельфии», отдав выборы шестого (196-й и 200-й) и седьмого (233-й) раундов драфта 2020 года[53].
45. 1 2  13 марта 2019 года «Денвер» получил выбор шестого (181-й) раунда драфта 2020 года от «Вашингтона», отдав выбор седьмого (229-й) раунда драфта 2020 года и квотербека Кейса Кинама[54].
46. 1 2 3  25 апреля 2020 года «Нью-Ингленд» получил выбор шестого (182-й) раунда драфта 2020 года от «Индианаполиса», отдав выборы шестого (212-й и 213-й) раунда драфта 2020 года[55].
47. ↑  18 мая 2018 года «Кливленд» получил выбор шестого (187-й) раунда драфта 2020 года от «Аризоны», отдав корнербека Джамара Тейлора[56].
48. ↑  29 августа 2019 года «Баффало» получил выборы пятого (155-й) и шестого (188-й) раундов драфта 2020 года от «Кливленда», отдав выбор седьмого раунда драфта 2021 года и гарда Уайатта Тейлора[57].
49. 1 2  25 апреля 2020 года «Сан-Франциско» получил выбор шестого (190-й) раунда драфта 2020 года от «Филадельфии», отдав выбор шестого (210-й) раунда драфта 2020 года и ресивера Маркиза Гудвина[58].
50. ↑  19 сентября 2019 года «Грин-Бэй» получил выбор шестого (192-й) раунда драфта 2020 года от «Окленда», отдав ресивера Тревора Дэвиса[59].
51. ↑  30 августа 2019 года «Нью-Ингленд» получил выбор шестого (195-й) раунда драфта 2020 года от «Денвера», отдав выбор седьмого (237-й) раунда драфта 2020 года и корнербека Дьюка Доусона[60].
52. 1 2 3  25 апреля 2020 года «Балтимор» получил выборы шестого (201-й) и седьмого (219-й) раундов драфта 2020 года от «Миннесоты», отдав выбор седьмого (225-й) раунда драфта 2020 года и выбор пятого раунда драфта 2021 года[61].
53. ↑  29 августа 2019 года «Аризона» получила выбор шестого (202-й) раунда драфта 2020 года от «Нью-Ингленда», отдав тэкла нападения Кори Каннингема[62].
54. ↑  31 августа 2019 года «Нью-Ингленд» получил выбор шестого (204-й) раунда драфта 2020 года от «Хьюстона», отдав корнербека Кейона Кроссена[63].
55. ↑  27 апреля 2019 года «Джэксонвилл» получил выбор шестого (206-й) раунда драфта 2020 года от «Сиэтла», отдав выбор седьмого (236-й) раунда драфта 2019 года[64].
56. ↑  30 августа 2019 года «Баффало» получил выбор шестого (207-й) раунда драфта 2020 года от «Нью-Ингленда», отдав центра Расселла Бодайна[65].
57. ↑  29 августа 2019 года «Грин-Бэй» получил выбор шестого (208-й) раунда драфта 2020 года от «Теннесси», отдав лайнбекера Реджи Гилберта[66].
58. ↑  25 апреля 2020 года «Индианаполис» получил выбор шестого (211-й) раунда драфта 2020 года от «Нью-Йорк Джетс», отдав корнербека Куинси Уилсона[67].
59. ↑  23 августа 2018 года «Сан-Франциско» получил выбор седьмого (217-й) раунда драфта 2020 года от «Детройта», отдав лайнбекера Илая Харолда[68].
60. ↑  31 августа 2019 года «Теннесси» получил выбор седьмого (224-й) раунда драфта 2020 года от «Кливленда», отдав ресивера Тейвана Тейлора[69].
61. ↑  1 октября 2019 года «Атланта» получил выбор седьмого (228-й) раунда драфта 2020 года и сэйфти Джонатана Сиприена от «Филадельфии», отдав выбор шестого (190-й) раунда драфта 2020 года и лайнбекера Дьюка Райли[70].
62. ↑  31 августа 2018 года «Нью-Ингленд» получил выбор седьмого (230-й) раунда драфта 2020 года от «Атланты», отдав сэйфти Джордана Ричардса[71].
63. ↑  18 марта 2020 года «Детройт» получил выбор седьмого (235-й) раунда драфта 2020 года и сэйфти Дюрона Хармона от «Нью-Ингленда», отдав выбор пятого (172-й) раунда драфта 2020 года[72].
64. ↑  31 августа 2019 года «Грин-Бэй» получил выбор седьмого (236-й) раунда драфта 2020 года от «Кливленда», отдав выбор седьмого (244-й) раунда драфта 2020 года и линейного нападения Джастина Маккрея[73].
65. ↑  25 апреля 2020 года «Канзас-Сити» получил выбор седьмого (237-й) раунда драфта 2020 года от «Теннесси», отдав выбор шестого раунда драфта 2021 года[74].
66. ↑  23 октября 2018 года «Нью-Йорк Джаейнтс» получили выбор четвёртого (132-й) раунда драфта 2019 года и выбор седьмого (238-й) раунда драфта 2020 года от «Нью-Орлеана», отдав корнербека Илая Эппла[75].
67. ↑  25 апреля 2020 года «Нью-Орлеан» получил выбор седьмого (240-й) раунда драфта 2020 года от «Хьюстона», отдав выбор шестого раунда драфта 2021 года[76].
68. ↑  21 апреля 2020 года «Тампа-Бэй» получила выбор седьмого (241-й) раунда драфта 2020 года и тайт-энда Роба Гронковски от «Нью-Ингленда», отдав выбор четвёртого (117-й) раунда драфта 2020 года[77].
69. ↑  30 октября 2018 года «Грин-Бэй» получил выбор седьмого (242-й) раунда драфта 2020 года от «Балтимора», отдав раннинбека Тая Монтгомери[78].
70. ↑  31 августа 2018 года «Майами» получил выбор седьмого (246-й) раунда драфта 2020 года от «Канзас-Сити», отдав сэйфти Джордана Лукаса[79].
71. ↑  25 апреля 2020 года «Сиэтл» получил выбор седьмого (251-й) раунда драфта 2020 года от «Майами», отдав выбор шестого раунда драфта 2021 года[80].